# Opus.COLORs
Opus.COLORs(오퍼스 컬러즈)는 일본의 애니메이션이다. 2023년 4월 7일부터 6월 23일까지 TOKYO MX 등에서 방영되었다.